# Loenen en Wolferen
Loenen en Wolferen is een voormalige gemeente in Gelderland (Nederland) die de buurtschappen Loenen en Wolferen omvatte. Voorheen waren beide plaatsen elk een heerlijkheid die eeuwenlang in leen waren gegeven aan dezelfde heer of familie.
De gemeente werd op 1 januari 1818 gevormd uit een deel van de opgeheven gemeente Herveld. Op 22 mei 1854 werd Loenen en Wolferen opgeheven en bij de gemeente Valburg gevoegd. Anderhalve eeuw later, in januari 2001, ging deze weer op in de nieuwe gemeente Overbetuwe.
Kerkelijk behoorden de Nederduits gereformeerden tot Slijk-Ewijk. Bij de katholieken zijn gegevens van Loenen bekend: aanvankelijk behoorden zij tot de statie Eimeren, maar in 1806 sloten Loenen, Valburg en Homoet zich aan bij de in 1801 opgerichte statie Herveld.